# 小嶋陽菜
小嶋 陽菜（こじま はるな、1988年〈昭和63年〉4月19日 - ）は、日本の経営者、ライフスタイルブランド「Her lip to」等の運営をする株式会社heart relation（本社：東京都渋谷区）の創業者・代表取締役CCO（Chief Creative Officer）。また、ファッションモデル、YouTuber。『MAQUIA』の専属モデル、『sweet』のレギュラーモデルである。女性アイドルグループAKB48の元メンバーであり、同グループの派生ユニットノースリーブスのメンバーである。
埼玉県浦和市（現・さいたま市）出身。Mama&Son所属。

## 来歴
2000年
- 12月4日よりBS朝日『Harajukuロンチャーズ』に出演、2003年9月28日まで出演した。当時はスターダストプロモーションに所属していた。

2005年
- 10月30日、『AKB48 オープニングメンバーオーディション』（応募総数7,924名、最終合格者24名）に合格した[11][12]。
- 12月8日、オープニングメンバー候補生のうちの20名として、AKB48劇場グランドオープンの舞台に立つ（旧チームAに所属）。

2006年
- 10月25日、AKB48としてシングル『会いたかった』で、デフスターレコーズからメジャーデビューした。

2007年
- 7月3日、 高橋みなみ、峯岸みなみとともに、office48からプロダクション尾木に移籍した。
- 7月6日、『山田太郎ものがたり』（TBS）で、テレビドラマに初出演した。
- 8月25日、『伝染歌』で、映画に初出演した。

2008年
- 2月23日、『コインロッカー物語』（テレビ朝日）で、テレビドラマで初主演。
- 9月、高橋みなみ・峯岸みなみとユニット・ノースリーブスを結成。11月26日、1stシングル『Relax!』でデビューした。

2009年
- 4月1日、「AKBアイドリング!!!」のメンバーとして、シングル『チューしようぜ!』を発売。
- 6月23日から7月7日にかけて投票が実施された『AKB48 13thシングル 選抜総選挙「神様に誓ってガチです」』では6位となり、メディア選抜入りを果たす。

2010年
- 5月25日から6月8日にかけて投票が実施された『AKB48 17thシングル 選抜総選挙「母さんに誓って、ガチです」』では7位となり、メディア選抜入りを果たす。
- 9月21日に開催された『AKB48 19thシングル選抜じゃんけん大会』では3位で、メディア選抜入りを果たす。

2011年
- 5月24日から6月8日にかけて投票が実施された『AKB48 22ndシングル 選抜総選挙「今年もガチです」』では6位となり、メディア選抜入りを果たす[13]。
- 9月20日に開催された『AKB48 24thシングル選抜じゃんけん大会』ではベスト16で、選抜入りを果たす[14]。
- 12月、資生堂のヘアケアブランド「TSUBAKI」の新ミューズに就任し、蛯原友里、水原希子、ゲイリ・ライ、アンナ・ケイ、サーシャ・ピヴォヴァロヴァと共演するCMが同月9日より放送開始[15]。

2012年
- 5月22日から6月5日にかけて投票が実施された『AKB48 27thシングル 選抜総選挙』では7位となり、選抜入りを果たす[16]。
- 8月24日、『AKB48 in TOKYO DOME 〜1830mの夢〜』初日公演において、チームBに異動することが発表される[17]。
- 11月1日、チームBに異動[18]。
- 11月3日、チームBウェイティング公演のスターティングメンバーとして新チームでの活動を開始する[19]。

2013年
- 1月5日、競馬バラエティ番組『うまズキッ!』（フジテレビ）のMCに起用される[20][注釈 1]。
- 3月17日、さいたま市観光宣伝部長に就任（任期は2014年3月末まで）[9][21]。
- 5月21日から6月7日にかけて投票が実施された『AKB48 32ndシングル 選抜総選挙』では9位となり、選抜入りを果たす[22]。
- 10月30日発売の33rdシングル『ハート・エレキ』では「ミッシェル」というキャラクターを演じ、初のセンターポジションを務める[23]。同楽曲は9月18日に開催された『AKB48 34thシングル選抜じゃんけん大会』で初披露される[23]。

2014年
- 1月20日に行われた「チームBウェイティング公演」で劇場公演出演600回を達成[24]。
- 2月24日、『AKB48グループ大組閣祭り〜時代は変わる。だけど、僕らは前しか向かねえ!〜』のチーム再編に伴い、チームAへ異動することが発表される[25]。
- 4月23日に千秋楽を迎えた「チームBウェイティング公演」でチームBメンバーとして最後の劇場公演に出演する[26]。
- 4月25日に初日を迎えたチームA 7th Stage「恋愛禁止条例」公演で再びチームAのメンバーとして劇場公演に出演する[27]。
- 5月20日から6月6日にかけて投票が実施された『AKB48 37thシングル 選抜総選挙』では8位となり、選抜メンバーに選出される[28]。

2015年
- 3月24日に写真集『どうする？』が発売され[29]、オリコン写真集ランキングで5週連続1位[30]、オリコン2015年上半期・写真集部門でも1位となり[31]、17万部を超える発行部数を記録した[30]。
- 『AKB48 41stシングル 選抜総選挙』への立候補を辞退[32]。

2016年
- 『AKB48 45thシングル 選抜総選挙』には、小嶋陽菜本人としては立候補しなかったが、「にゃんにゃん仮面」名義で立候補した（詳細は後述）。その後の6月18日の開票イベントでは、時期未定ながらAKB48を卒業することを発表した[33]。
- 10月22日、SHOWROOMの生配信番組で、2017年2月22日に国立代々木競技場第一体育館で卒業コンサート『こじまつり〜小嶋陽菜感謝祭〜』を開催することを発表した[34][35]。
- 11月21日、自身がプロデュースするAKB48の劇場公演・小嶋陽菜「好感度爆上げ」初日公演を実施（最終公演は2017年4月13日）[36][37]。
- 12月29日、個人のオフィシャルサイト「Haruna Kojima Official」を開設[38]。

2017年
- 2月、阪急うめだ本店、ラフォーレ原宿、名古屋PARCOで自身のプロデュースするポップアップショップ「22;market」が期間限定でオープンする[39]。
- 2月21日、国立代々木競技場第一体育館で行われた卒業コンサート「こじまつり」の前夜祭で、29歳の誕生日となる4月19日にAKB48劇場で卒業公演を開催することを発表[40]。
- 2月22日、代々木第一体育館で、卒業コンサート『こじまつり〜小嶋陽菜感謝祭〜』を開催[41]。
- 3月31日 テレビ朝日系音楽番組『ミュージックステーション』へのAKB48メンバーとしての最後の出演にあたり、自身がセットリスト・演出を考案した「小嶋陽菜プロデュース卒業メドレー」をAKB48グループ118人で披露[42]。
- 4月19日、AKB48劇場で行われた卒業公演『KOJIMA FINAL COUNTDOWN 3rd 小嶋陽菜 卒業公演』[注釈 2]をもって、AKB48メンバーとしての活動を終了（卒業）した[43][44]。これにより、昭和生まれのAKB48グループメンバーは全員卒業したことになる[45]。
- 9月5日、SHOWROOMにおいて、プロダクション尾木の関連会社である「Mama&Son」にパートナーシップ（業務提携）の形で所属していることが明らかになる[46]。

2018年
- 6月20日、自身が企画・プロデュースを手掛けるファッションブランド「Her lip to」を発表し、同日オンライン販売を開始した[47]。

2019年
- 5月6日、YouTubeチャンネル「HARUNA KOJIMA’s cat nap」を開設。

2020年
- 1月22日、株式会社heart relationを小嶋陽菜と戸高純が創業。以後、「Her lip to」のクリエイティブ・ディレクターとしての商品企画とクリエイティブ制作に携わるだけでなく、ブランド運営全体を執り仕切る[3]。

2022年
- 2月22日、株式会社heart relationの代表取締役CCO (Chief Creative Officer) に就任、安倉知弘が代表取締役CEOに就任[3][48]。

2024年
- 8月16日、株式会社yutoriが株式会社heart relationの株式51%を会社の評価額33億円[注釈 3]で取得し、子会社とした[2][49]。取得前は、小嶋陽菜が79.50%の株式を所有していた[2]。
- 10月28日に9年振りとなる写真集『かもしれない』を発売[50][51]。同日、SHIBUYA TSUTAYAで開催された写真集発売イベントの終了後、会場を出て移動中、物陰より飛び出してきた男に押し倒され転倒する事件が発生[52][53]。小嶋に怪我はなかったものの、「万全を期すため」として、翌29日にも予定されていたイベントは中止となった[53]。その後、男はストーカー規制法違反と暴行の罪で起訴された[54]。

## 人物
- 主な愛称は「こじはる」だが、前田敦子[55]や高橋みなみ[56]らからは「にゃんにゃん」、篠田麻里子からは「ニャロ」[57]、大島優子からは「姫」[58]、大島麻衣や梅田彩佳からは「こじぱ」など、さまざまな呼ばれ方をしている。小学生時代は「はなちゃん」、または当時流行していたたまごっちにちなんで「はるっち」と呼ばれていた[59]。
- 高等学校教師の父親と専業主婦の母親との間に長女として東京都内の病院で生まれる[60]。名前の由来は、母親が春に生まれてくるので女の子が生まれたら「はるな」にしようと決めており、太陽のように明るい子に育ってほしいという願いがある[61]。1歳下の弟がいる[62][63]。
- 幼稚園のときに『美少女戦士セーラームーン』のごっこ遊びに夢中になり、本人としてはちびうさ役になりたかったが、身長がクラスで3番目くらいに高かったため、ちびうさにはなれず[64]、金髪のセーラーヴィーナス役をやっていた[65]。
- 幼少期からおしゃれやメイクに興味を持ち、おままごとや着せ替え人形などほとんど家の中の遊びで、外で遊んだ記憶がまったくないため[62]、運動オンチであり「そもそもどうやったら全力を出せるのかがよくわからない」「まったく自分に向いてない」という[66]。大きな病気や怪我はしたことがなく、年に1回熱が出る程度で熱中症にも過呼吸にもなったことがないという健康体である[64]。
- 小学校時代は持ち物は全部マイメロディグッズで、大人になってもグッズ収集は続けている[67]。
- 小学校のころに弟の影響で海外プロレスを観ていて、クリス・ジェリコを応援していた[65]。
- 父親の影響で『行け!稲中卓球部』が好きになり、1997年に『ワンダフル』内で放送されていたアニメ版を早く寝ないと怒られるから、音を消して見ていた[65]。
- 小学校3年生のときに安室奈美恵とSPEEDの影響から芸能界を意識し始めてダンススクールに通い始めた[68]。小嶋の母親はこのことについて帰宅が遅くなっても弱音を吐かずに頑張っていたと小嶋のフォトブックで明かしている[69]。小学校4年生の夏に『沖縄アクターズスクール全国オーディション』を受け、特別賞を獲得する[68]。その際の審査員の一人は、AKB48加入後に関わりを持つ牧野アンナであった[68]。小学校6年生のときからスターダストプロモーションに所属して芸能活動を行っていたが、「仲良しのコが途中でやめちゃったタイミングで、私もフェードアウトしました」という[70]。
- 影響を受けたアーティストはAAA、SPEED、チェキッ娘、EARTHである[71]。夕方に放送していたチェキッ娘が出演する『DAIBAッテキ!!』を観るために、毎日ダッシュで小学校から帰宅していた[65]。またモーニング娘。の曲が全般的に好きで、とくに「Go Girl 〜恋のヴィクトリー〜」を好み[72]、中学時代には毎日のように友達と廊下で踊って歌った[59]。高校時代、辻希美の生写真を大量に収集していた[73]。2014年11月に卒業した道重さゆみの大ファンでもある。
- カラオケは毎日行っても飽きないほど好きとのこと[74]。カラオケでは「Go Girl 〜恋のヴィクトリー〜」、『美少女戦士セーラームーンR』のエンディングテーマ曲「乙女のポリシー」を歌う[72][65]。
- サッカー観戦を好み[75][76]、地元の浦和レッズについては、小さい時に「赤いほうを応援しなさい」と父親から教わった影響で物心ついた時から応援している[65]。同クラブに関する投稿をTwitterで度々行っている[77][78]。
- 日本中央競馬会のCMに出演した関係で勝馬投票券の購入に関わったことがある。スポーツニッポンにて競馬評論家を務めている。篠田によれば「競馬新聞を読んでは、馬の名前とゼッケンの色だけで当てる」とのこと[79]。得意の買い方は、3連単5頭BOXである。自身が出演する競馬バラエティ番組『うまズキッ!』（フジテレビ）の企画で、2億5000万円で落札されたディープインパクトの弟の馬名を「モンドシャルナ」と名付けた[80]。凱旋門賞制覇を願い、フランス語で「世界」という意味の「モンド」と、「猫」という意味の「シャ」と「はるな」をもじった「シャルナ」を合わせて「世界の陽菜」という意味をこめた[80]。
- ヘアスタイルについては子どものころからロング一筋で、「ショートにしようと思ったことは一度もないし、これからも切るつもりはありません」とのこと[81]。
- 『MAQUIA』の特集で「ぽちゃ胸」というニックネームがつけられたが、AKB48メンバーからも「『形と感触がいいね』ってほめられる」とのこと。生駒里奈は、小嶋の胸に憧れていると告白をしている。生駒曰く「こじはる（小嶋）さんのは一生に一度は触ってみたい」とのこと[82]。
- グラビアやPEACH JOHNのCMなどで下着姿になることも多く、『マジすか学園2』では風俗嬢の役もこなしたが、抵抗はないという[83]。「ポジティブで明るいお色気は、ファンの方にも受け入れてもらえるから大丈夫そうだなって。みんなによろこんでもらえるので、調子に乗ってもっとやろうって思っちゃう」といい、『メグたんって魔法つかえるの?』でパンチラを披露した際も、監督の福田雄一が1回だけ撮影して使い回すことを考えていたところ、小嶋の方から「パンツは毎回換えましょう」と提案したという[83]。
- 一部ファンの間で、小嶋のコメントの的確さなどを指して天才と称されることがある[84]。
- 駒谷仁美や横山ルリカとは親友の間柄。マリエ[85]と枡田絵理奈[86]は10年来の付き合いがある。
- 中学校・高校時代にいじめに遭ったが、「なんか言ってるなぁ」としか思わず、気にしていなかった[87]。
- 2016年から、正月には毎年自身のInstagramでその年の干支にちなんだコスプレを投稿している[88]。

### AKB48関連
- オーディションに応募した理由について、応募方法が携帯電話で自分の写真を撮影後メールに添付、送信するだけだったため、「応募の看板を見た時に、たまたま写メが可愛く撮れたから送っちゃった」と語っている[89]。「もし、きちんと全身写真を撮らなきゃいけないとかだったら、たぶん受けてなかった」とのこと[90]。応募前には読者モデルになりたいと思っており、原宿にもよく遊びに行っていてけっこうスカウトもされていた[90]。声を掛けたスカウトの中にAKB48の事務所関係者がいたが、「聞いたことない事務所だなぁと思い」その後何度か連絡がきたがスルーしていたにもかかわらず、『秋葉原48プロジェクト』のポスターに、夏まゆみの名前を見つけたこともあり、同じ事務所だと思わず、自分から履歴書を送った[90]。オーディションの歌唱審査では「渡良瀬橋」を歌ったが、みんなと違う曲にしようという意図での選曲だったが、ふたり前の子も「渡良瀬橋」を歌った[90]。続く自己アピールでは、審査員の夏から履歴書の特技欄に記載していた加護亜依のモノマネを「できますか?」と振られて披露し、夏から「似てます」と言われたことをよく覚えているという[91]。
- オーディション合格後、レッスン初日にアルバイトを優先して休もうとした[74]。劇場デビュー後には、当時通っていた高校の追試の勉強のために公演を休んだことがある[92]。
- 劇場デビューとなる『チームA 1st Stage「PARTYが始まるよ」』では、当初はユニット曲「クラスメイト」の担当だったが、レッスン場を訪れた秋元康の判断で、小嶋と大島麻衣が急遽「スカート、ひらり」の担当に変更されて、モチベーションがあがったという[93]。
- テレビ番組で「スカート、ひらり」を披露した当時、AKB48が一部から「パンツ見せ集団」と揶揄されたことに涙したメンバーもいる中、そういう狙いがあって、ミニスカートの衣装を着ていると考えていたため、全く悔しくなかったという[94]。AKB48が「アキバ枠」[注釈 4]で『第58回NHK紅白歌合戦』に出場したことについて、一部のメンバーが悔しかったということも「よくわからない」「当時のAKBはそのぐらいの知名度だったので、紅白に出演出来るだけでもすごいことだなぁと思っていました」と語った[94]。
- キャッチフレーズはデビュー以来「埼玉県から来ました。『こじはる』こと小嶋陽菜です」を使用[21][注釈 5]。
- 2012年11月にチームAからチームBへ異動した時点でチームB最年長メンバーとなり、2013年7月23日以降は卒業時までAKB48の最年長メンバーとなった。
- AKB48正規メンバーと姉妹グループの一部メンバー間で行われた「生まれ変わったらなりたいメンバー」のアンケートで、回答者76名のうち26名から支持を受け、2位に14票差をつけて最も票を集めたメンバーとなった[96]。
- 戸賀崎智信は小嶋のことを「笑いのセンスはピカイチ」で、「普段はフラフラして全然守りに参加してこないんだけど、おいしいところでポンッと点を取る」「たとえるなら、いつもオフサイドラインぎりぎりにいるストライカー」であると評し、秋元康も「あのコは天才だね」と評していたという[97]。
- 人見知りであり、本人が言うには主役になるのは本当に苦手で、主役ではなくて脇で花を添えるぐらいの存在が理想だが、AKB48グループのコンサートでは、秋元康が「小嶋がやるとギャップがあっておもしろい」と言ったことから、終了後に小嶋が一本締めをすることが恒例化しており、本人もわけもわからずにやっている[74]。
- 郷土愛が強く、自称AKB48の「チーム埼玉」のメンバー[98]である。
- ノースリーブスでは「マイペース担当」となっている[99]。

#### にゃんにゃん仮面
2016年の『AKB48 45thシングル 選抜総選挙』において、にゃんにゃん仮面と称する2222年2月22日生まれ、ネオ秋葉原出身という謎の人物が、立候補受付が開始された3月23日に立候補用紙を提出したが、立候補受理については現在審議中とアナウンスされた。4月6日、にゃんにゃん仮面には立候補資格があるとして、正式に立候補が受理された。5月18日に「にゃんにゃん仮面」名義のツイッターアカウントからツイートが開始された。「にゃんにゃん」というのは小嶋の愛称であることから、ネット上では小嶋が正体ではないかとの予想が大半を占めたが、本人は「私はちょっと関係ないというか、わからない」としていた。
総選挙期間中、2話にわたるアニメ・ドラマも制作され、YouTubeのAKB48の公式チャンネルに公開された。それらのストーリーに続く形となる寸劇が、6月18日のHARD OFF ECO スタジアム新潟での総選挙開票イベントで、ランクインした16位の発表の後に実演された。
6月18日の開票イベント当日、スポーツ新聞紙上にて小嶋がAKB48の卒業を表明すると報道され、ランクインのコメント時に仮面を外して小嶋本人であったことを公表し、その場で卒業を発表した。その後発売された45thシングル「LOVE TRIP/しあわせを分けなさい」では、「にゃんにゃん仮面」名義ではなく「小嶋陽菜」名義で参加している。
ストーリー出演者
- 小嶋陽菜 - にゃんにゃん仮面と2016年の本人の1人2役で出演。
- 大島優子 - タイムスリップ禁止法に違反した、にゃんにゃん仮面を逮捕するために追う、わんわんポリスの役で総選挙の舞台での寸劇に出演。ただし、素顔は一切明かさなかった[106]。
- 川本紗矢・田北香世子・中西智代梨 - 第1話のAKB48劇場ロビーでの立候補受付シーンで出演。
- 湯浅順司 - 「Sizuk Entertainment」の社長。総選挙の実行委員長で、第1話では立候補受付人役で出演。
- 永野 - 2016年の小嶋陽菜本人の付き人役で出演。にゃんにゃん仮面の総選挙のアピールコメントでは、にゃんにゃん仮面の知り合いのにゃんにゃんおじさん役で登場している[107][108]。
- 高橋みなみをモデルにした「ドリョクウガー」と、篠田麻里子をモデルにした「マリパンダー」という架空のキャラクターが、第2話のアニメで登場する[104]。

### 会社経営
2018年6月にライフスタイルブランド「Her lip to」が誕生した。2020年1月、「Her lip to」を運営する会社としてheart relationが小嶋と戸高純により共同創業された。小嶋は代表取締役CCO（Chief Creative Officer）として、経営とクリエイティブの双方に携わる。ビジネスについては「私たちは王道、正統派でありたい。誠実にモノを作って、お届けする。」と語っている。会社経営について発信力や顧客とのコミュニケーションという点で、AKB48時代の経験が活きていると語っている。クリエイティブについては商品のシルエットにこだわりがあることやインターネット上で見るよりも実物が届いたときのほうが感動するように意識して制作していることを語っている。

## 受賞歴
2017年
- CHANGE LIFE OF THE YEAR 2017 アーティスト部門賞[111]

2019年
- WEIBO Account Festival in Japan 2019 ファッションタレント賞[112]

2022年
- NEXT LEADERS 2022[113]

## AKB48での参加楽曲

### シングル選抜楽曲
AKB48
- 桜の花びらたち
  - Dear my teacher - 「チームA」名義
- スカート、ひらり
  - 青空のそばにいて - 「チームA」名義
- 会いたかった
  - だけど… - 「チームA」名義
- 制服が邪魔をする
- 軽蔑していた愛情
  - 涙売りの少女
- BINGO!
  - Only today - 「チームA」名義
- 僕の太陽
  - 未来の果実
- 夕陽を見ているか?
  - ビバ! ハリケーン - 「ひまわり組」名義
  - 夕陽を見ているか?（ひまわり2.0Mix）
- ロマンス、イラネ
  - 愛の毛布 - 「ひまわり組」名義
  - ロマンス、イラネ（ひまわり 2nd 2.0Mix）
- 桜の花びらたち2008
  - 最後の制服
- Baby! Baby! Baby!
  - 夢を死なせるわけにいかない
- 大声ダイヤモンド
  - 109（マルキュー） - 「チームA」名義
  - 大声ダイヤモンド （team A ver.） - 「チームA」名義
- 10年桜
  - 桜色の空の下で
- 涙サプライズ!
- 言い訳Maybe
- RIVER
- 桜の栞
  - マジスカロックンロール
- ポニーテールとシュシュ
  - マジジョテッペンブルース
- ヘビーローテーション
  - 野菜シスターズ
  - ラッキーセブン
- Beginner
- チャンスの順番
  - 予約したクリスマス
  - 胡桃とダイアローグ - 「team A」名義
- 桜の木になろう
- Everyday、カチューシャ
  - これからWonderland
  - ヤンキーソウル
- フライングゲット
  - 青春と気づかないまま
  - 野菜占い
- 風は吹いている
- 上からマリコ
  - ノエルの夜
  - 隣人は傷つかない - 「Team A」名義
- GIVE ME FIVE!
  - 羊飼いの旅 - 「スペシャルガールズB」名義
- 真夏のSounds good !
- ギンガムチェック
  - 夢の河
- UZA
  - 正義の味方じゃないヒーロー - 「Team B」名義
- 『永遠プレッシャー』に収録
  - とっておきクリスマス
  - 永遠より続くように - 「OKL48」名義
- So long !
  - そこで犬のうんち踏んじゃうかね? - 「梅田TeamB」名義
- さよならクロール
  - ロマンス拳銃 - 「Team B」名義
  - ハステとワステ - 「BKA48」名義
- 恋するフォーチュンクッキー
  - 最後のドア
  - 涙のせいじゃない
- ハート・エレキ（センター）
  - Tiny T-shirt - 「Team B」名義
- 『鈴懸の木の道で「君の微笑みを夢に見る」と言ってしまったら僕たちの関係はどう変わってしまうのか、僕なりに何日か考えた上でのやや気恥ずかしい結論のようなもの』に収録
  - Mosh & Dive
  - Party is over
- 前しか向かねえ
- ラブラドール・レトリバー
  - 今日までのメロディー
  - 君は気まぐれ - 「Team A」名義
  - 2人はデキテル - 「小嶋陽菜・北川謙二」名義
- 心のプラカード
- 希望的リフレイン
  - 従順なSlave - 「Team A」名義
  - 風の螺旋 - 「こじ坂46」名義
- Green Flash（柏木由紀とのＷセンター）
  - マジすかFight
  - 春の光 近づいた夏
  - 履物と傘の物語
- 僕たちは戦わない
  - 君の第二章
- 『ハロウィン・ナイト』に収録
  - 一歩目音頭
- 唇にBe My Baby
  - 365日の紙飛行機
  - やさしい place - 「Team A」名義
  - 背中言葉
- 君はメロディー
  - 混ざり合うもの - 「乃木坂AKB」名義
  - M.T.に捧ぐ - 「横山Team A」名義
- 翼はいらない
  - Set me free - 「Team A」名義
- LOVE TRIP/しあわせを分けなさい
- ハイテンション
- シュートサイン（センター）
  - 気づかれないように… - ソロ楽曲
- Oh my pumpkin!（卒業生として参加）

AKB48 チームサプライズ
重力シンパシー公演
- 重力シンパシー
- 1994年の雷鳴
- 思い出す度につらくなる
- 旅立ちのとき
- AKBフェスティバル
- キミが思ってるより…
- 女神はどこで微笑む?

バラの儀式公演
- 未来が目にしみる
- ハングリーライオン
- 愛しさを丸めて
- バラの儀式
- 美しい狩り
- 愛の川
- ほっぺ、ツネル

### アルバム選抜楽曲
『神曲たち』に収録
- Baby! Baby! Baby! Baby!
- 君と虹と太陽と

『SET LIST〜グレイテストソングス〜完全盤』に収録
- Seventeen
- あなたがいてくれたから

『ここにいたこと』に収録
- 少女たちよ
- Overtake - 「Team A」名義
- イイカゲンのススメ
- ここにいたこと

『1830m』に収録
- ファースト・ラビット
- Hate - 「Team A」名義
- スキャンダラスに行こう!
- 大事な時間
- 行ってらっしゃい
- 青空よ 寂しくないか? - 「AKB48+SKE48+NMB48+HKT48」名義

『次の足跡』に収録
- After rain
- シャワーの後だから
- 僕は頑張る
- 悲しき近距離恋愛 - 「Team B」名義

『ここがロドスだ、ここで跳べ!』に収録
- 愛の存在
- 7回目の「レミゼ」- ソロ楽曲
- Oh! Baby! - 「高橋Team A」名義

『0と1の間』に収録
- あの頃、好きだった人
- Clap - 「Team A」名義

『サムネイル』に収録
- あの日の自分
- 誕生日TANGO

### その他の参加楽曲
- シングル『チューしようぜ!』（「AKBアイドリング!!!」名義）
  - チューしようぜ!
  - モテ期のうた - 「AKB48」名義
- シングル『心の羽根』（「チームドラゴン from AKB48」名義）
  - 心の羽根
  - 世界中の雨
- サウンドトラック『Wreck-It Ralph』
  - Sugar Rush - 「AKB48」名義
- シングル『ヒリヒリの花』（「Not yet」名義）
  - 見えない空はいつでも青い - 「Yui Yokoyama with friends (from AKB48)」名義
- シングル『やさしくするよりキスをして』（「渡辺美優紀」名義）
  - 春風ピアニッシモ - 「AKB48」名義
- アルバム『透明な色』（「乃木坂46」名義）
  - 傾斜する - 「こじ坂46」名義

### 配信限定楽曲
- 離れていても[注釈 6]

### 未音源化曲
- 私に似てる（ニンテンドー3DS用ソフト『AKB48+Me』収録曲）
- ありふれた愛（GREE『AKB48 ステージファイター』CMソング）

勝利の女神公演
- あなたの代わりはいない
- ラスベガスで結婚しよう
- 君のニュース
- ヘビーローテーション
- AKBフェスティバル

誇りの丘公演
- 誇りの丘
- 祈りはどんな未来もしあわせに変える
- やさしさに甘えられない

### 劇場公演ユニット曲
チームA 1st Stage「PARTYが始まるよ」
- スカート、ひらり（スカひら5、スカひら7ともにユニット参加）
- キスはだめよ (2nd UNIT)

チームA 2nd Stage「会いたかった」
- 涙の湘南 (2nd UNIT)
- 恋のPLAN
- 背中から抱きしめて
- リオの革命

チームA 3rd Stage「誰かのために」
- 蜃気楼
- 制服が邪魔をする

チームA 4th Stage「ただいま恋愛中」
- 純愛のクレッシェンド

ひまわり組 1st Stage「僕の太陽」
- 僕とジュリエットとジェットコースター

ひまわり組 2nd Stage「夢を死なせるわけにいかない」
- Bye Bye Bye

チームA 5th Stage「恋愛禁止条例」
- ハート型ウイルス

THEATRE G-ROSSO 「夢を死なせるわけにいかない」公演
- Bye Bye Bye（小林香菜・仁藤萌乃・前田亜美のスタンバイ）

チームA 6th Stage「目撃者」
- ☆の向こう側

梅田チームB ウェイティング公演
- 抱きしめられたら（チームK 5th Stage「逆上がり」、河西智美のポジション）

チームA「恋愛禁止条例」公演
- 黒い天使
- ハート型ウイルス（島崎遥香のユニットアンダー）

チームA 7th Stage「M.T.に捧ぐ」
- リスケ

## 出演

### テレビ

#### ドラマ
- 山田太郎ものがたり（2007年7月6日 - 9月14日、TBS） - 臼井琴音 役
- もうひとつの象の背中 第2話（2007年10月20日、テレビ朝日） - 奈美 役
- ジョシデカ!-女子刑事- 第2話（2007年10月25日、TBS） - 少女A 役
- コインロッカー物語（2008年2月24日 - 3月16日、テレビ朝日） - 主演・葉山未来 役
- 無理な恋愛（2008年4月8日 - 6月17日、関西テレビ） - 小川朝子 役
- ごくせん 第3シリーズ 第6話（2008年5月24日、日本テレビ） - 藤村早希 役
- ヤスコとケンジ（2008年7月12日 - 9月20日、日本テレビ） - 真行寺ひよこ 役
- メン☆ドル 〜イケメンアイドル〜（2008年10月10日 - 12月26日、テレビ東京） - 主演・若松アサヒ / リク 役
- メイちゃんの執事（2009年1月13日 - 3月17日、フジテレビ） - 竹ノ宮奈央 役
- マジすか学園（2010年1月9日 - 3月27日、テレビ東京 ドラマ24） - トリゴヤ 役
- ほんとにあった怖い話 夏の特別編2010 AKB48まるごと浄霊スペシャル「レインコートの女」（2010年8月24日、フジテレビ） - 小嶋陽菜（本人）役
- 桜からの手紙 〜AKB48 それぞれの卒業物語〜（2011年2月26日 - 3月6日、日本テレビ） - 小嶋陽菜 役
- マジすか学園2 第1話・第8話・最終話（2011年4月16日・6月4日・7月2日、テレビ東京） - トリゴヤ 役
- 美男ですね（2011年7月15日 - 9月23日、TBS） - NANA 役[114]
- メグたんって魔法つかえるの?（2012年7月8日 - 12月23日、日本テレビ） - 主演・メグ 役[115]
- PRICELESS〜あるわけねぇだろ、んなもん!〜 第3話 - 最終話（2012年11月5日 - 12月24日、フジテレビ） - 富沢萌 役[116]
- So long ! 第3話（2013年2月13日、日本テレビ） - 小宮山薫 役[117]
- WONDA×AKB48 ショートストーリー「フォーチュンクッキー」「コジハラ」（2013年7月8日、フジテレビ） - 児島なぎさ 役[118]
- 福岡恋愛白書9 月と太陽を見上げて（2014年3月21日、九州朝日放送） - 近藤亜紀 役
- 裁判長っ!おなか空きました! 第23話（2014年3月30日、日本テレビ） - 被告人・小嶋陽菜（本人）役
- アオイホノオ（2014年7月19日 - 9月27日、テレビ東京） - 凩マスミ 役[119]
- マジすか学園4 第1話（2015年1月20日、日本テレビ） - こじはる 役
- 3つの街の物語 Episode3（2015年6月7日、TBS） - 及川千尋 役[120]
- マジすか学園5 第2話（2015年8月25日、日本テレビ） - トリゴヤ 役
- キャバすか学園 第4話（2016年11月27日、日本テレビ） - こんぶ / こじはる 役[121]
- 豆腐プロレス 第8話（2017年3月12日、テレビ朝日） - 小嶋陽菜 役[122]

#### バラエティ・情報番組
- Harajukuロンチャーズ（2000年12月 - 2003年3月、BS朝日）
- 有吉AKB共和国（2010年3月30日 - 2016年3月29日、TBS） - ファーストレディ（MCとしてレギュラー出演）
- PON!（2010年4月2日 - 2018年9月26日、日本テレビ） - 水曜日レギュラー[注釈 7][123]
- スナック喫茶エデン（2012年10月22日 - 2013年3月25日、フジテレビ） - なぎさ 役
- うまズキッ!（2013年1月6日 - 2016年12月25日、フジテレビ） - MC
- ダービー刑事（2014年5月19日 - 22日、フジテレビ）
- みんなのKEIBA（2016年1月10日 - 不定期出演、フジテレビ） - コーナーゲスト
- 小嶋陽菜でございます！（2016年4月18日・25日、テレビ東京）[124]
- #ハイ_ポール「神の間」（2016年11月4日 - 2017年10月13日[注釈 8]、フジテレビ） - コーナーMC[125]
- 馬好王国〜UmazuKingdom〜（2017年1月8日 - 2020年3月22日、フジテレビ） - MC[126]
- コジハルタビ（2017年2月7日 - 28日、テレビ東京）[127]
- 元日放送有吉の冬休み直前!指原・こじはるの絶景スポットを巡る女子2人旅!（2020年12月31日、フジテレビ）

#### ドキュメンタリー
- AKB48裏ストーリー特別編 小嶋陽菜、卒業が遺すもの（2017年4月17日、TBS / 完全版：19日、TBSチャンネル1）[128][129]

### 映画
- 伝染歌（2007年8月25日、松竹） - キリコ 役
- 劇場版 私立バカレア高校（2012年10月13日、ショウゲート） - 水原真里菜 役[130]
- 薔薇色のブー子（2014年5月30日、東宝） - 裕福な若い女性 役[131]
- イイネ!イイネ!イイネ!（2017年6月24日、KATSU-do） - 麻紀 役[132]

### ラジオ
- ノースリーブスの「週刊ノースリー部」（2009年10月10日 - 2016年12月25日、ニッポン放送）
- Lightning Catapult（ポッドキャスト番組、2025年7月9日 - ）水曜レギュラー[133]

### CM・広告
- METAL GEAR SOLID HD EDITION（2011年11月 - 、コナミデジタルエンタテインメント）[134]
- 資生堂
  - TSUBAKI 「You’re Beautiful！」シリーズ
    - 「グラマラスな髪」篇（2011年12月9日 - ）[135]
    - 「春・HAPPY GRAMOURAS！」篇（2012年2月24日 - ）[136]
    - 「LOVE 小嶋陽菜」篇（2012年6月22日 - ）[137]
    - 「プレミアムな艶 春」篇（2014年2月14日 - ）[138]

  - 飲む肌ケア（2016年12月1日 - ）[139]
- SHICK ハイドロシルク
  - 「モイスちゃん」篇（2012年2月11日 - ）[140]
  - 敏感肌用「Flower」篇（2016年2月7日 - ）[141]
  - 「私はSchick」篇（2020年4月6日 - ）
- 東海堂（香港）
  - 月餅（2012年8月 - ）
  - 美人の赤苺（2016年1月6日 - ）
- 映画『白雪姫と鏡の女王』予告編（2012年9月上旬 - 、ギャガ） - ナレーション[142]
- エイチーム ダークサマナー
  - 「～ビューティフルモンスター～告知編」（2013年1月26日 - ）[143]
  - 「～ビューティフルモンスター～解答編」（2013年2月9日 - ）[144]
- ピーチ・ジョン
  - ハートブラ（2011年8月8日 - ）[145]
  - ワークストラップレス（2013年2月 - ）[146]
  - ドリームブラ（2013年8月21日 - ）[147]
    - ショートムービー「こじはるDream」（2013年8月 - ）

  - ワークブラⅡ
    - 「レース」篇・「パドック」篇（2014年2月19日 - ）[148]

  - short movie「私は冷たい女」（2014年5月21日 - ）[149]
  - プロモーションムービー「＃PJ_GIRL movie［vol.1］」（2014年11月 - ）[150]
  - パーティームービー「＃PJ_GIRL movie［vol.2］」（2014年12月 - ）[151]
- Kissmore（2014年2月 - 、アクシア）[152]
- 第一三共ヘルスケア
  - トラフル軟膏「コジハル、トラフル」篇（2014年3月15日 - ）[153]
  - トラフルBBチャージ「コジハル、はたらく」篇（2015年3月21日 - ）[154]
- BUYMA「世界を買える扉」篇・「小嶋陽菜×水着」篇（2015年6月16日 - 、エニグモ）[155]
- ペインターズ：HERO（2015年9月24日 - 2016年4月3日、トリックスターエンターテインメント） - スペシャルサポーター[156]
- MERY「MERYは、はずさない篇」（2016年10月1日 - 、ペロリ）[157][158]
- メルカリ『メル狩リ族』「クリパもメルカリ」篇・「ウルウル」篇（2016年12月3日 - 、メルカリ）[159][160]
- 皮ごこち「今夜は、カワイイだけじゃない」シリーズ（2017年2月22日 - 、キリンビール）[161]
  - 「キリン 皮ごこち レモン／りんご」小嶋陽菜 卒業記念巨大広告（2017年4月17日 - 23日、JR秋葉原駅）[162]
  - WEBCM「キリン 皮ごこち ゆずと伊予柑」（2017年8月 - ）[163]
- DMMバヌーシー（2017年8月 - 、DMM.com証券） - イメージキャラクター[164]
- ユニクロ ワイヤレスブラ（2018年） - イメージキャラクター[165]
  - 「18SS ワイヤレスブラ ビューティーライト」篇（2018年1月22日 - ）[165]
- FAIRY 1day（2018年4月 - 、シンシア） - ブランドミューズ[166]
  - ~FAIRY 10th Anniversary~ アニバーサリーキャンペーン（2019年10月1日 - 11月30日）[167]
  - イメージモデル「FAIRY 1day Shimmering」シリーズ・「FAIRY Monthly」新ビジュアル（2020年10月26日 - ）[168]
- BASE『これが私のお店』 - オフィシャルメッセンジャー[169]
  - 「今の時代」篇・「BASEでつくった」篇（2019年9月14日 - ）
- ベクノス IQUI［イクイ］ - ブランドアンバサダー[170]
  - WEB CM「一瞬の思い出、ぜんぶ撮ろう」篇（2021年6月16日 - ）[171]
- MOW PRIME『こじはるMeets MOW PRIME（モウ プライム）』（2021年11月15日 - 29日、森永乳業）[172]

### ミュージック・ビデオ
- SDN48 アンダーガールズA「おねだりシャンパン」（2011年8月17日）
- LUHICA feat. NABE「君と踊ろう」（2014年4月30日）[173]
- 〜甘くて苦い〜 皮ごこちミュージックビデオ「皮ごこちを飲みたい」篇（2017年8月29日、キリンビール）『ママレード・ボーイ』オープニングテーマの「笑顔に会いたい」の替え歌[174]。

### スピンオフドラマ
- まゆたんって魔法つかえるの？（2012年11月21日、「ヒカルものたち」特典映像） - メグたん 役[175][注釈 9]

### インターネットテレビ

#### ドラマ
- 言霊の女たち。（2010年7月5日 - 26日、LISMO Channel） - 主演・エリナ 役
- 続・言霊の女たち。（2011年6月3日 - 24日、LISMO Channel） - 主演・エリナ 役[176]
- AKBホラーナイト アドレナリンの夜 第22話「先生、嫌い」（2015年12月17日、ビデオパス・テレ朝動画） - 主演・楓 役[177]

#### バラエティ
- 小嶋陽菜にAKB48卒業ライブ前日にダメ元でオファーしたらOKしてくれましたSP（2017年2月20日、Abema GOLD）[178]

### ネット配信
- ジョシデカ! -女子刑事- ウェビソード（2007年10月1日、TBS BooBoBOX）

### イベント
- 東京ガールズコレクション
  - 2010 AUTUMN／WINTER（2010年9月4日、さいたまスーパーアリーナ）[179]
  - 2016 SPRING／SUMMER（2016年3月19日、国立代々木競技場第一体育館）[180]
- sweet collection（渋谷ヒカリエ）
  - 2012（2012年9月15日）[181]
  - 2019 創刊20周年記念イベント（2019年4月13日） - ゲスト[182]
- GirlsAward
  - 2013 AUTUMN／WINTER（2013年9月28日、国立代々木競技場第一体育館）[183]
  - 2016 SPRING／SUMMER（2016年4月9日、国立代々木競技場第一体育館） - シークレットゲスト[184]
  - 2017 SPRING／SUMMER（2017年5月3日、国立代々木競技場第一体育館）[185]
- 神戸コレクション
  - 2015 SPRING/SUMMER（2015年4月7日、ワールド記念ホール）[186]
  - 2017 SPRING/SUMMER（2017年3月4日、ワールド記念ホール）[187]
  - 2019 SPRINGS/UMMER - ガールズフェスティバル -（2019年3月3日、ワールド記念ホール） - シークレットゲスト[188]

## 書籍

### 写真集
- こじはる（2009年11月6日、集英社）[189]
- 女の子の神様（2011年3月15日、集英社、撮影：坂浩見）[190]
- 小嶋陽菜 1stフォトブック こじはる（2013年12月24日、講談社）[191][192]
- どうする?（2015年3月24日、宝島社）[193][29]
- かもしれない（2024年10月28日、宝島社、撮影：中村和孝）[194][50][195]

### 雑誌連載
- MAQUIA（2010年4月 - 、集英社） - 専属モデル
  - 「こじはるのときめきコスプレ★メイクアップ」
  - 「陽菜のリアルランウェイ」（2012年11月号 - ）[196]
  - 「小嶋陽菜 LOVES DOLCE& GABBANA BEAUTY」（2020年6月号 - ）[197]
- sweet（宝島社） - レギュラーモデル[6]

### 文庫
- 痴人の愛（谷崎潤一郎、2016年2月19日、宝島社文庫） - 表紙[198]

### カレンダー
- 小嶋陽菜 2010年カレンダー（2009年10月28日、ハゴロモ）
- 小嶋陽菜 2011年カレンダー（2010年10月13日、ハゴロモ）
- 小嶋陽菜 2012年カレンダー（2011年11月19日、ハゴロモ）
- 小嶋陽菜 2012 TOKYOデートカレンダー（2011年11月29日、ハゴロモ）
- 小嶋陽菜 カレンダー2013年（2012年11月30日、ハゴロモ）
- 卓上 小嶋陽菜 カレンダー2013年（2012年12月7日、ハゴロモ）
- 壁掛 小嶋陽菜 カレンダー2014年（2013年12月6日、ハゴロモ）
- 卓上 小嶋陽菜 カレンダー2014年（2013年12月6日、ハゴロモ）